# San Mateo Piñas
San Mateo Piñas là một đô thị thuộc bang Oaxaca, México. Năm 2005, dân số của đô thị này là 2647 người.